# Boulevard Nights
Boulevard Nights è un film del 1979, diretto da Michael Pressman.
Girato on location è stato descritto dal critico cinematografico Roger Ebert in una recensione contemporanea come "un film sensibile e meditato sulla tragedia della guerra tra bande nel barrio". Nel 2017 il National Film Preservation Board ha inserito il film nel National Film Registry della Library of Congress come  "culturalmente, storicamente o esteticamente significativo".

## Trama
A East Los Angeles vivono due fratelli, Raymond e Chuco. Raymond lavora in una carrozzeria e progetta di sposarsi con la fidanzata Shady mentre Chuco non ha un lavoro, fa uso di droghe ed entra a far parte di una gang. Scoperto che la gang di Chuco è in guerra con un'altra gang, Raymond tenta in ogni modo di salvare il fratello tenendolo lontano dagli altri membri del gruppo.

## Incassi
Il film ha incassato, nei soli Stati Uniti per i noleggi delle versioni homevideo, 1,9 milioni di dollari.